# Drosophila pretiosa
Drosophila pretiosa är en tvåvingeart som beskrevs av Elmo Hardy 1965. Drosophila pretiosa ingår i släktet Drosophila och familjen daggflugor.
Artens utbredningsområde är Hawaii.